# Mp2 - Music Plays on 2
Mp2 - Music Plays on 2 è stato un programma televisivo a sfondo musicale, andato in onda su Italia 2 dal 2011 al 2012.
Il programma era un contenitore di video musicali che venivano trasmessi a rullo uno dopo l'altro. Alcune puntate speciali erano monografiche, ovvero dedicate esclusivamente ad uno specifico artista.
Inizialmente il programma era trasmesso nel day-time con la durata di 55 min. Nell'autunno 2012 era collocato alla domenica con la durata di 250 minuti.